# Dihlorofenolindofenol
2,6-dihlorofenolindofenol (DCPIP) je hemijsko jedinjenje plave boje, koje se koristi kao redoks boja. Oksidovani DCPIP je plav, dok je nakon redukcije formira bezbojna supstanca. 
Brzina fotosinteze se može meriti koristeći brzinu kojom se boja ove boje menja (koristeći brzinu DCPIP redukcije) tokom izlaganja svetlosti u fotosintetičkog sistema. Ta reakcija je reverzibilna, te se bezbojni DCPIP može ponovo oksidovati u plavu boju. On se često koristi za merenja elektronskog transportnog lanca biljaka, zbog njegovog većeg afiniteta za elektrone od feredoksina.